# Michelle Noteboom
Michelle Noteboom est une poète et traductrice américaine née en 1969,. Elle est lauréate du prix Heartland Poetry, pour son livre Edgings.

## Biographie
Michelle Noteboom nait en 1969 aux États-Unis, à Grand Rapids dans l'état du Michigan. Après ses études secondaires, elle est admise à  l'Université du Michigan, où elle obtient en 1991 un Bachelor of Arts, dans la foulée, elle s'installe à Paris  pour exercer le métier de traductrice. En 2005, elle crée et anime, avec sa compatriote Jennifer K. Dick, des cycles de lectures publiques Ivy Writers à Paris.

## Publications

### Livres
- Roadkill[7], Éd. Corrupt Press, 2013[8].
- Hors cage, Éd. Éditions de l'Attente, traduit par Frédéric Forte, titre original Uncaged, 2010[9].
- The Chia Letters[10],[11], Éd.Dusie Kollektiv, 2008[12].
- Edgings, Éd.Cracked Slab Books qui a gagné le Heartland Poetry Prize, 2006[13].

### Traductions
- Petite forêt profonde, photographies de Yasuyuki Takagi[14] ; texte de Philippe Pons[15],  traduit du français en japonais par Machiko Honda et en anglais par Michelle Noteboom, Éd Funny Bones, 2013.
- Delphine Manivet, de Pauline Mallat, traduction de Michelle Noteboom, Éd. HC, 2011,
- L'entretien, de Guillaume Leblon, Thomas Boutoux[16], Éd.Paraguay press, 2009.
- Motion pictures, photographies de Tami Amit[17],  texte de Paul Ardenne, traduit par Michelle Noteboom, Éd. Monografik, 2008,.
- Pierre Besson, Inner , d'Alexandra Fau[18], traduit par Michelle Noteboom, Éd. Blou  Monografik, 2007,.
- Icon Tada, peinture 2001-2007, de Ultralab[19],[20], Éd.Monografik, 2007,.
- Autour de nous[21],[20], de Sabine Delcour[22], Didier Arnaudet[23], co-traduit avec Kazuko Wakayama[24] & l'Institut franco-japonais, Éd. Monografik, 2006,.
- D'Olympie à Athènes[20], voyage photographique sur les lieux des jeux olympiques[25], de Chárīs Giakoumī́s[26], Lucie Bonato[27], co-traduit avec Anastasía-María G. Karastáthi[28], Éd. Kallimages, 2005,.
- Minute-Operas[29],[30],[31], de Frédéric Forte[32],[33], Burning Deck, 2005,
- Eternity, de  Marcus, John. Sarl, John Marcus, Éd.First Thus edition, 2002,
- Shigeko Hirakawa, eau suivie[20], de Olivier Delavallade[34],[35], Éd. Maison des arts de Malakoff, 2001[36],[37].

### Articles
- Lost, pour la Boston review, 2006[38]

## Spectacles et animations
- Posaune, fantasmagorie de Fréderic Forte, 2013[39].
- Attention : peut fournir des indices[40],[41], Textes : Michelle Noteboom, Direction musicale : Emmanuèle Dubost[42], Mise en scène: Benoît Richter[43], Musiques : C. Debussy, F. Poulenc, Thierry Machuel, 2013.

## Prix
- 2006, Heartland Poetry Prize[44], pour Edgings[45],[46],[47].